# Reinhard Böttcher
Reinhard Böttcher (* 29. Juli 1937 in Stuttgart) ist ein deutscher Jurist. Er war von 1994 bis 2002 Präsident des Oberlandesgerichtes Bamberg.

## Leben
Böttcher absolvierte das Abitur am Keplergymnasium in Ulm und studierte anschließend Rechtswissenschaften in Hamburg und München. Er legte die Juristischen Staatsexamen in München ab und wurde dort promoviert.
Nach seinem Studium trat er im Jahr 1966 in den Dienst des Bayerischen Justizministeriums ein. Von 1988 bis 1994 war er als Leiter der Strafrechtsabteilung tätig, zuletzt als Ministerialdirigent. Zudem lehrte er im Jahr 1989 als Honorarprofessor für Straf- und Strafprozessrecht an der Universität München. Danach war er von 1994 bis 2002 Präsident des Oberlandesgerichtes Bamberg und von 1996 bis 2002 Mitglied und ab 2002 zudem zweiter Vertreter des Präsidenten des Bayerischen Verfassungsgerichtshofes.
Böttcher hatte von 1998 bis 2002 die Funktion des Vorsitzenden der Ständigen Deputation des Deutschen Juristentages inne und war als solcher von 2000 bis 2002 Präsident der Deutschen Juristentage. Des Weiteren wurde er 2004 Mitglied der Bioethik-Kommission der Bayerischen Staatsregierung und war von 2005 bis 2010 Vorsitzender des Weißen Rings e. V.

## Auszeichnungen
- Bundesverdienstkreuz 1. Klasse (1994)
- Großes Bundesverdienstkreuz (2002)
- Bayerischer Verdienstorden

## Veröffentlichungen (Auswahl)
- (Hrsg.) Verfassungsrecht – Menschenrechte – Strafrecht, Berlin: de Gruyter, 2004.
- (Hrsg.) Festschrift für Walter Odersky zum 65. Geburtstag am 17. Juli 1996, Berlin: de Gruyter, 1996.
- Die politische Treupflicht der Beamten und Soldaten und die Grundrechte der Kommunikation, Berlin: Duncker und Humblot, 1967.